# Helen Rihbany
Helen Rihbany, née Pedersen le 16 juillet 1916 à Stamford (Connecticut) et morte le 5 juillet 1998 à Barnstable (Massachusetts), est une joueuse de tennis américaine.

## Carrière
Engagée avec Barbara Scofield dans le Double dames des Internationaux de France 1948, le duo américain s'incline en demi-finale face à leurs compatriotes Shirley Fry et Mary Arnold.
Helen Pedersen épouse en 1941 Edward Herbert Rihbany, et en secondes noces, William McLaughlin.
Dans les années 1980, elle se consacre à sa nouvelle passion, la peinture à l'eau.